# Zicavo
Zicavo (en cors Zicavu) és un municipi francès, situat a la regió de Còrsega, al departament de Còrsega del Sud. L'any 1999 tenia 237 habitants.

## Demografia
| 1962 | 1968 | 1975 | 1982 | 1990 | 1999 |
| ---- | ---- | ---- | ---- | ---- | ---- |
| 354  | 404  | 302  | 269  | 245  | 237  |

## Administració
| Període | Identitat                      | Partit | Qualitat |
| ------- | ------------------------------ | ------ | -------- |
| 2001-   | Marie-Jeanne Vidaillet-Peretti |        |          |